# Vatsat
Vatsat (znak: Wh) mjerna je jedinica izvan SI čija je primjena dopuštena i uobičajena za iskazivanje vrijednosti električne energije u elektroenergetskom sustavu. Jedan vatsat je energija koju utroši potrošač snage jedan vat za vrijeme od jednog sata:
1 Wh = 1 W · 1 h = 1 W · 3600 s = 3600 J
U praksi se uglavnom susreću decimalni višekratnici:
- kilovatsat, 1 kWh = 1000 Wh
- megavatsat, 1 MWh = 1·106 Wh
- gigavatsat, 1 GWh = 1·109 Wh
- teravatsat, 1 TWh = 1·1012 Wh